# Демченко, Егор Васильевич
Его́р Васи́льевич Де́мченко (укр. Єгор Васильович Демченко; 25 июля 1997, Степногорск, Запорожская область, Украина) — украинский футболист, полузащитник клуба «Эпицентр».

## Биография
Воспитанник ДЮСШ запорожского «Металлурга», куда поступил в 6 лет, и где его первым тренером был Н. Н. Сеновалов. С 2010 по 2014 год провёл 51 матч и забил 9 мячей в чемпионате ДЮФЛ.
20 августа 2014 года дебютировал за юниорскую (U-19) команду «Металлурга» в домашней игре против одесского «Черноморца». За молодёжную (U-21) команду дебютировал 22 ноября того же года в домашнем поединке против киевского «Динамо».
8 августа 2015 года дебютировал в основном составе «Металлурга» в выездном матче Премьер-лиги против ужгородской «Говерлы», выйдя на замену вместо Ильи Корнева на 81-й минуте встречи, в конце которой заработал штрафной, с которого был забит гол, принёсший в итоге команде одно очко. 8 декабря того же года стало известно, что Егор вместе с рядом других игроков покинул «Металлург» в связи с процессом ликвидации клуба. Всего за время выступлений в составе запорожской команды провёл 6 матчей в чемпионате, 1 поединок в Кубке Украины, 11 игр (в которых забил 3 мяча) в молодёжном первенстве и 12 встреч (в которых забил 1 гол) в юношеском турнире.
23 января 2016 года появилась информация, что Демченко может продолжить карьеру в луганской «Заре», с которой в итоге, как стало известно 25 января, Егор подписал контракт на 2 года. Однако уже 12 февраля футболист сообщил, что луганский клуб разорвал с ним соглашение из-за не понравившихся ему результатов МРТ, которую игрок сделал по поводу заболевшего колена:

— Мне не предложили помощь, не сказали самому лечиться, а просто сказали, что контракт ещё не утверждён, и что могу забирать документы. Хотя тренер говорит, что хочет со мной работать. Такого раньше я не встречал. В «Зарю» я не вернусь уже ни при каких условиях. Это вообще цирк — подписать человека, и затем из-за травмы вот так попрощаться.

16 февраля 2016 года было сообщено, что Демченко может перейти в криворожский «Горняк». Но в результате 5 апреля подписал контракт с черновицкой «Буковиной». Однако уже в летнее межсезонье разорвал соглашение с командой из Черновцов, за которую всего провёл 8 матчей и забил 1 мяч в первенстве.
В августе 2016 года присоединился к японскому клубу «Джубило Ивата», с которым тренировался две недели, однако проявил себя не лучшим образом и после возвращения домой отправился на просмотр в донецкий «Олимпик», с которым в итоге подписал контракт сроком на 4 года, и уже 2 декабря того же года Егор дебютировал за молодёжную (U-21) команду «Олимпика» в домашнем поединке против львовских «Карпат». В итоге эта игра стала единственной для него за время пребывания в донецкой команде. 4 января 2017 года было официально объявлено, что Демченко покинул «Олимпик» по обоюдному согласию сторон.
В марте 2017 года Егор стал игроком краматорского «Авангарда», контракт был рассчитан до конца сезона. Летом продлил контракт ещё на год, а потом и ещё на два. С июля 2019 года на правах аренды выступал за новоиспеченного участника УПЛ «Колос» (Ковалёвка). В июне 2020 года хавбек покинул «Авангард». Перед стартом сезона 2020/21 подписал контракт с возрожденным харьковским клубом «Металлист».

## Достижения
«Металлист»
- Победитель Первой лиги Украины: 2021/22[19]
- Победитель Второй лиги Украины: 2020/21

«Карпаты» (Львов)
- Серебряный призёр Первой лиги Украины: 2023/24

## Статистика
| Клуб                  | Лига         | Сезон   | Чемпионат | Чемпионат | Кубок | Кубок | Дубль | Дубль |
| Клуб                  | Лига         | Сезон   | Игры      | Голы      | Игры  | Голы  | Игры  | Голы  |
| --------------------- | ------------ | ------- | --------- | --------- | ----- | ----- | ----- | ----- |
| Металлург (Запорожье) | Премьер-лига | 2014/15 |           |           |       |       | 8     | 2     |
| Металлург (Запорожье) | Премьер-лига | 2015/16 | 6         | 0         | 1     | 0     | 3     | 1     |
| Буковина (Черновцы)   | Вторая лига  | 2015/16 | 8         | 1         |       |       |       |       |
| Олимпик (Донецк)      | Премьер-лига | 2016/17 |           |           |       |       | 1     | 0     |
| Авангард (Краматорск) | Первая лига  | 2016/17 | 9         | 2         |       |       |       |       |
| Авангард (Краматорск) | Первая лига  | 2017/18 | 30        | 5         | 1     | 0     |       |       |
| Авангард (Краматорск) | Первая лига  | 2018/19 | 26        | 11        | 1     | 0     |       |       |
| Колос (Ковалёвка)     | Премьер-лига | 2019/20 | 2         | 0         |       |       |       |       |
| Авангард (Краматорск) | Первая лига  | 2019/20 | 10        | 1         |       |       |       |       |
| Металлист (Харьков)   | Вторая лига  | 2020/21 | 21        | 8         | 1     | 1     |       |       |
| Металлист (Харьков)   | Первая лига  | 2021/22 | 19        | 2         | 3     | 1     |       |       |
| Металлист (Харьков)   | Премьер-лига | 2022/23 | 22        | 1         |       |       |       |       |